# Гражданский союз (избирательный блок)
Гражданский союз — избирательный блок, участвовавший в выборах в Госдуму в 1993 году.

## Политический блок «Гражданский союз»
«Гражданский союз» был создан 21 июня 1992 года на Форуме общественных сил «Гражданский союз» как политический блок центристской ориентации, объединивший партии Всероссийский союз «Обновление», Демократическую партию России (ДПР) и Народную партию «Свободная Россия» (НПСР), молодёжные организации ДПР и НПСР, парламентскую фракцию и движение «Смена — Новая политика», Российский союз молодёжи (юридический правопреемник ВЛКСМ на территории России), а также ряд известных общественных деятелей. В сентябре в состав блока вступили координаторы фракций «Свободная Россия», «Беспартийные депутаты» и «Левый центр».
На Форуме был принят программный документ — «Пространство согласия Гражданского союза». Учредители блока предлагали «немедленную и радикальную корректировку социально-экономической политики» для спасения предприятий госсектора и поддержки наиболее нуждающихся слоёв населения, создать для восстановления связей между республиками бывшего СССР «коллегиальный орган Содружества», «институт гражданства Содружества» и «единые профессиональные вооружённые силы». Также предлагалось противодействовать политическому радикализму, в том числе отказаться от попыток роспуска законодательных органов власти. На Форуме был избран руководящий орган «Гражданского союза» — Политический совет, в который вошли представители организаций-учредителей: А. И. Вольский (Союз «Обновление»), Н. И. Травкин (ДПР), А. В. Руцкой (НПСР), Андрей Головин («Смена — Новая политика»), А. В. Богданов (МСДПР), В. В. Лащевский (РСМ) и О. В. Соколов (МДСР). В сентябре в Политсовет были включены представители парламентских фракций «Беспартийные депутаты», «Левый центр» и «Суверенитет и равенство». Также был создан Политический Консультационный совет, в который вошли по 6 экспертов от каждой организации-участницы блока.
Официально соглашение о создании блока было подписано на заседании Политсовета «Гражданского Союза» 19 ноября 1992 года. На том же заседании в состав блока был принят координатор фракции «Суверенитет и равенство». В политической программе принятой осенью предлагалось ввести парламентско-президентскую форму правления, осуществить реформу административно-территориального устройства РФ по «земельному» принципу и реорганизовать СНГ в конфедерацию. Тогда же эксперты Союза разработали программу антикризисных мер «Двенадцать шагов от пропасти», согласно которой надо было вернуть государственное управление госпредприятиями, оказать поддержку отечественным производителям через протекционизм, провести конверсию оборонных производств под государственным надзором, ввести натуральный налог на предприятия добывающих отраслей и пр.
Осенью 1992 года «Гражданский союз» входил в число самых влиятельных политических сил России. Особенно влияние блока проявилось в ходе VII Съезда народных депутатов РФ (1—14 декабря 1992), когда «Гражданский союз» сыграл важную роль в отставке и. о. Председателя правительства РФ Е. Т. Гайдара и назначении премьером В. С. Черномырдина.

## Политико-экономическая ассоциация «Гражданский союз»
9 февраля 1993 года организации-учредители блока «Гражданский союз» зарегистрировали в Министерстве юстиции России Политико-экономическую ассоциацию под тем же названием. Членами Совета учредителей стали В. С. Липицкий (НПСР), Валерий Хомяков (ДПР), А. П. Владиславлев (Союз «Обновление»), Андрей Головин («Смена — Новая политика»), В. В. Лащевский (РСМ), О. В. Соколов (МДСР), А. В. Богданов (МСДПР). Исполнительным директором ассоциации стал Виктор Ермаков. В течение 1993 года в Гражданский союз вступили ряд левоцентристских партий: Российский социал-демократический центр (лидер О. Г. Румянцев), Социалистическая партия трудящихся и Партия труда.
1993 год характеризовался углублением политического кризиса в стране и радикализацией парламентской оппозиции. В результате этого процесса внутри «Гражданского союза» возникают разногласия между твёрдыми центристами (Владиславлев, часть ДПР и НПСР) и сторонниками сближения с «право-левой» оппозицией, в том числе Фронтом национального спасения (фракция «Смена — Новая политика», часть НПСР и ДПР), что привело к падению влияния Союза на депутатский корпус. После референдума 25 апреля 1993 года блок начал разваливаться. Так, в мае правление ДПР приняло решение об отзыве своих представителей из блока, а в августе из руководства «Гражданского союза» вышли члены Союза «Обновление». В середине 1993 года произошёл конфликт между умеренным крылом «Гражданского союза» и вице-президентом России лидером НПСР А. В. Руцким из-за сотрудничества последнего с радикальной антиельцинской оппозицией, что по мнению умеренных не соответствовало центристской позиции, заявленной блоком. Во время событий октября 1993 года руководство ассоциации выступило за т. н. «нулевой вариант» (отмена президентом и парламентом всех своих решений, направленных друг против друга, и проведение досрочных президентских и парламентских выборов). А. В. Руцкой, недовольный такой миролюбивостью своих союзников по блоку, заявил о выходе из «Гражданского союза». Конституционный кризис осени 1993 года фактически положил конец существованию «старого» «Гражданского союза».

## Избирательный блок «Гражданский союз»
В октябре 1993 года Ассоциация «Гражданский союз» стала соучредителем избирательного объединения «Будущее России — Новые имена». В то же время часть членов руководства союза во главе с А. И. Вольским и А. П. Владиславлевым создали избирательный блок «Гражданский союз во имя стабильности, справедливости и прогресса». Что интересно, председатель исполкома ассоциации «Гражданский союз» В. С. Липицкий баллотировался в ГосДуму по списку блока Вольского—Владиславлева.
Учредителями избирательного объединения «Гражданский союз во имя стабильности, справедливости и прогресса» стали семь организаций:
- Российский союз промышленников и предпринимателей (РСПП, президент — А. И. Вольский)
- партия Всероссийский союз «Обновление» (сопредседатель-координатор — А. П. Владиславлев)
- Российский социал-демократический центр (председатель — О. Г. Румянцев)
- Ассоциация промышленников и предпринимателей России (председатель — В. В. Пискунов)
- Профсоюз работников лесных отраслей
- Профсоюз работников строительства и промышленности стройматериалов
- Движение «Ветераны войн — за мир»

Список «Гражданского союза» был утверждён 21 октября 1993 года. Возглавили его А. И. Вольский, гендиректор «КамАЗа» Н. И. Бех и А. П. Владиславлев. Кроме них в список вошли ряд известных политиков, деятелей культуры и науки: юрист и политик О. Г. Румянцев, историк и политик В. И. Мироненко, адмирал В. Н. Чернавин, певец И. Д. Кобзон, экономисты В. О. Исправников, И. Ю. Юргенс и И. Е. Дискин, философ и политолог А. С. Ципко, журналисты П. И. Вощанов и А. П. Юрков, юрист К. Д. Лубенченко, политолог и социолог Ф. М. Бурлацкий и др.
12 декабря 1993 года на выборах в Государственную думу «Гражданский союз» потерпел поражение, получив всего 1 038 193 голосов избирателей (1,93 %), заняв 10-е место из 13 и не сумев преодолеть 5-процентный барьер. По одномандатным округам блоку удалось провести 10 кандидатов, кроме того были избраны 11 человек, которых поддерживал «Гражданский союз». Так как для создания депутатской группы требовалось не менее 35 депутатов, большинство избранных при поддержке блока вступили в другие группы и фракции. Семеро присоединились к фракции Партии российского единства и согласия, столько же вошли в группу «Новая региональная политика», по одному человеку вступили во фракции КПРФ, АПР, «Женщины России», Яблоко и в группу Союз 12 декабря. Двое (В. С. Липицкий и А. А. Захаров) остались вне фракций.
На выборах в Совет Федерации победу одержали 4 кандидата, поддержанных Гражданским союзом: бывший председатель Моссовета Н. Н. Гончар, сопредседатель партии ВСО, 1-й заместитель главы администрации Московской области А. В. Долголаптев, глава администрации Иркутской области Ю. А. Ножиков и бывший министр промышленности А. А. Титкин.

## «Российский гражданский союз (Третья сила)»
В ноябре 1994 года был создан организационный комитет блока «Российский гражданский союз (Третья сила)», который создатели рассматривали как преемника «старого» «Гражданского союза». В оргкомитет вошли А. И. Вольский, В. И. Мироненко (сопредседатель Всероссийского союза «Обновление»), В. В. Гречнев (сопредседатель созданной в конце 1993 года Партии большинства), М. Моисеев (оргкомитет Российского офицерского братства «Служу Отечеству»), А. Сергеев (Независимый профсоюз горняков России), А. А. Кочур (Ассоциация лётного состава России), В. А. Щегорцов (Патриотическая партия России), Л. Г. Убожко (Консервативная партия России), Ю. И. Бокань (Республиканская гуманитарная партия), Е. Л. Бутов (Российская буржуазно-демократическая партия), А. Е. Карпов (Международная гуманитарная организация «Чернобыль-помощь»), В. Скаржинский (Комитет социальной защиты), Ю. С. Денисов (Свободное межпрофессиональное объединение трудящихся), С. фон Раабен (Всероссийская ассоциация «Русская старина»).
Новый блок создавался как демократическая, центристская политическая организация с целью объединить все конструктивные политические силы консервативной ориентации. 28 декабря 1994 года РГС провёл Конгресс граждан России, Украины, Белоруссии и Казахстана, на котором было решено начать сбор подписей за проведение в этих республиках референдумов об их объединении в экономический, политический и оборонный союз. Для координации сбора подписей была образована Межгосударственная инициативная группа (МИГ). И РГС и МИГ просуществовали недолго. Причиной этого считают прежде всего болезнь главного спонсора обеих организаций В. В. Гречнева, летом 1995 года перенесшего инфаркт и умершего в феврале 1996 года.